# USS Alger (DE-101)
USS Alger (DE-101) là một tàu hộ tống khu trục lớp Cannon từng phục vụ cùng Hải quân Hoa Kỳ trong Chiến tranh Thế giới thứ hai. Nó là chiếc tàu chiến duy nhất của Hải quân Hoa Kỳ được đặt theo tên Đại úy Hải quân Philip Rounsevile Alger (1859-1912), giáo sư toán học Học viện Hải quân Hoa Kỳ và là chuyên gia cho Văn phòng Đạn dược hải quân. Nó đã hoạt động trong chiến tranh tại Đại Tây Dương cho đến tháng 3, 1945, khi nó được chuyển cho Hải quân Brazil và tiếp tục phục vụ như là chiếc Babitonga (D-16) cho đến năm 1964. Con tàu bị tháo dỡ sau đó.

## Thiết kế và chế tạo
Lớp Cannon có thiết kế hầu như tương tự với lớp Buckley dẫn trước; khác biệt chủ yếu là ở hệ thống động lực Kiểu DET (diesel electric tandem). Các động cơ diesel đặt nối tiếp nhau dẫn động máy phát điện để cung cấp điện năng quay trục chân vịt cho con tàu. Động cơ diesel có ưu thế về hiệu suất sử dụng nhiên liệu, giúp cho lớp Cannon cải thiện được tầm xa hoạt động, nhưng đánh đổi lấy tốc độ chậm hơn.
Vũ khí trang bị bao gồm ba pháo 3 in (76 mm)/50 cal trên tháp pháo nòng đơn có thể đối hạm hoặc phòng không, một khẩu đội pháo phòng không Bofors 40 mm nòng đôi và tám pháo phòng không Oerlikon 20 mm. Vũ khí chống ngầm bao gồm một dàn súng cối chống tàu ngầm Hedgehog Mk. 10 (có 24 nòng và mang theo 144 quả đạn); hai đường ray Mk. 9 và tám máy phóng K3 Mk. 6 để thả mìn sâu. Con tàu vẫn giữ lại ba ống phóng ngư lôi Mark 15 21 inch (533 mm). Thủy thủ đoàn đầy đủ bao gồm 15 sĩ quan và 201 thủy thủ.
Alger được đặt lườn tại xưởng tàu của hãng Dravo Corporation ở Wilmington, Delaware vào ngày 2 tháng 1, 1943. Nó được hạ thủy vào ngày 8 tháng 7, 1943, được đỡ đầu bởi cô Louisa Rodgers Alger, và nhập biên chế cùng Hải quân Hoa Kỳ tại Xưởng hải quân Philadelphia vào ngày 12 tháng 11, 1943 dưới quyền chỉ huy của Hạm trưởng, Thiếu tá Hải quân Warren Franklin Porter.

## Lịch sử hoạt động

### USSAlger
Lên đường vào ngày 30 tháng 11, 1943, Alger tiến hành chạy thử máy tại khu vực Bermuda, rồi quay trở lại Philadelphia để được sửa chữa sau chạy thử máy. Nó lại khởi hành vào ngày 15 tháng 1, 1944 để đi sang vùng biển Caribe, đi đến Trinidad vào ngày 21 tháng 1, nơi nó được phân về Đội đặc nhiệm 42.5 và lên đường vào ngày 31 tháng 1 hộ tống một đoàn tàu vận tải hướng sang Recife, Brazil. Trên đường đi, nó mắc tai nạn va chạm với một tàu buôn và bị hư hại nhẹ mũi tàu. Dù sau nó vẫn tiếp tục hành trình và đi đến Recife vào ngày 14 tháng 2.
Được điều động sang Đội đặc nhiệm 41.5, Alger phục vụ tuần tra dọc theo bờ biển Brazil cho đến ngày 1 tháng 6, khi nó rời Recife hộ tống một đoàn tàu vận tải đi sang Trinidad; nó đến nơi vào ngày 8 tháng 6, để rồi lại hộ tống một đoàn tàu vận tải khác quay trở lại Recife. Đến ngày  17 tháng 7, nó gia nhập thành phần hộ tống để bảo vệ cho tàu sân bay hộ tống Solomons (CVE-67) hoạt động thực hành chống tàu ngầm ngoài khơi bờ biển Brazil. Sau đó nó quay lại nhiệm vụ tuần tra cho đến hết tháng 11, và gia nhập cùng Đội đặc nhiệm 42.3 để hộ tống một đoàn tàu vận tải đi đến Rio de Janeiro.
Khởi hành từ Recife vào ngày 28 tháng 12, Alger hộ tống một đoàn tàu vận tải khác đi đến Trinidad, và quay trở lại Recife vào ngày 30 tháng 1, 1945. Nó được tách khỏi nhiệm vụ hộ tống vận tải vào ngày hôm sau, bắt đầu huấn luyện vận hành cho một thủy thủ đoàn người Brasil nhằm chuẩn bị để được chuyển cho Brazil. Con tàu rời Recife vào ngày 23 tháng 2 và đi đến Natal, Brazil cùng ngày hôm đó.

### Babitonga(D-16)
Alger được chính thức xuất biên chế vào ngày 10 tháng 3, 1945 để được chuyển cho Brazil, và phục vụ cùng Hải quân Brazil như là chiếc Babitonga (D-16). Tên nó được cho rút khỏi danh sách Đăng bạ Hải quân Hoa Kỳ vào ngày 20 tháng 7, 1953 và tiếp tục được Brazil sử dụng theo Chương trình Viện trợ Quân sự. Con tàu ngừng hoạt động và bị tháo dỡ vào năm 1964.

## Phần thưởng
Nguồn: Navsource Naval History
|  |  |

| Huân chương Chiến dịch Hoa Kỳ | Huân chương Chiến thắng Thế Chiến II |